# 什皮齊山
48°7′32″N 24°34′5″E / 48.12556°N 24.56806°E

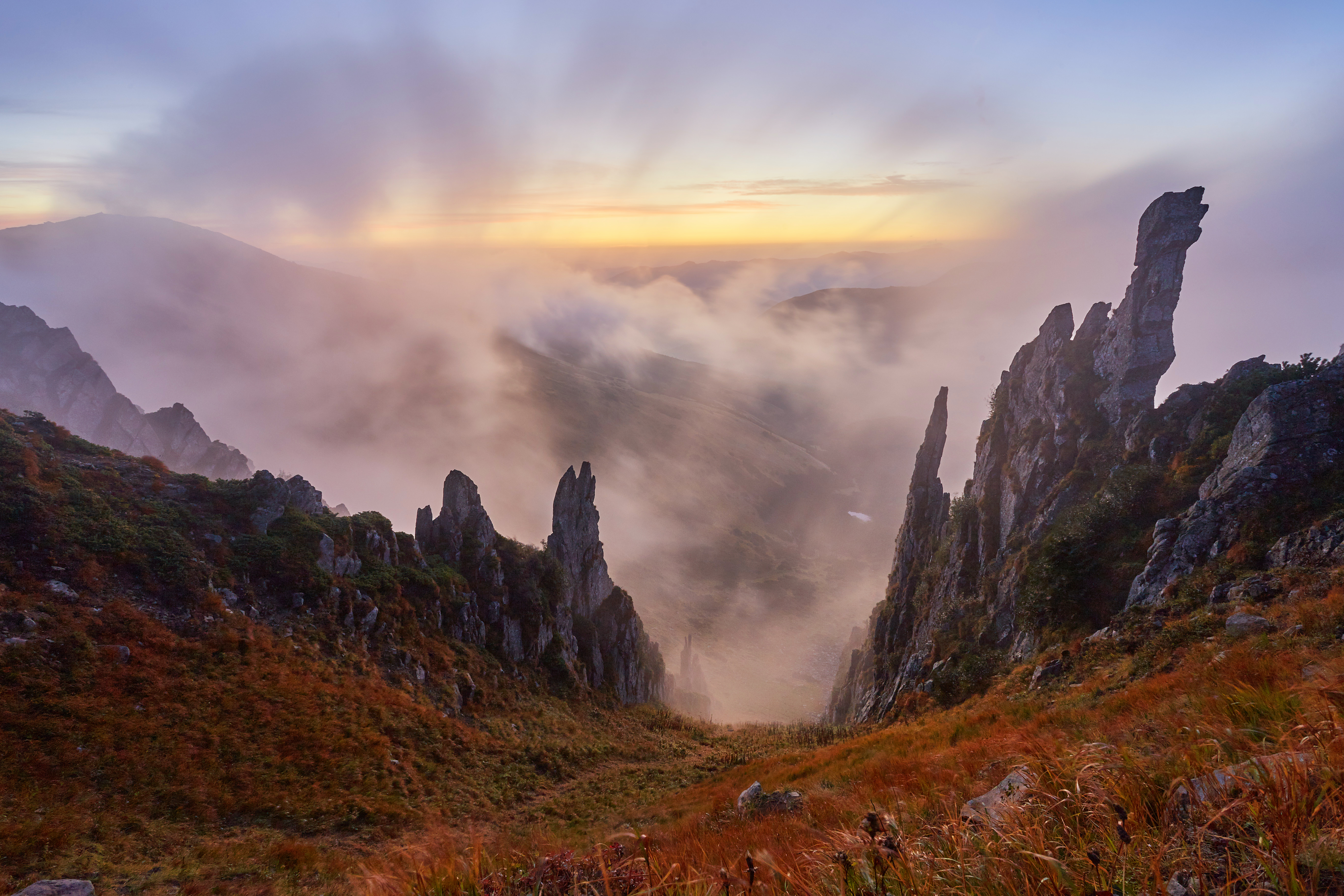

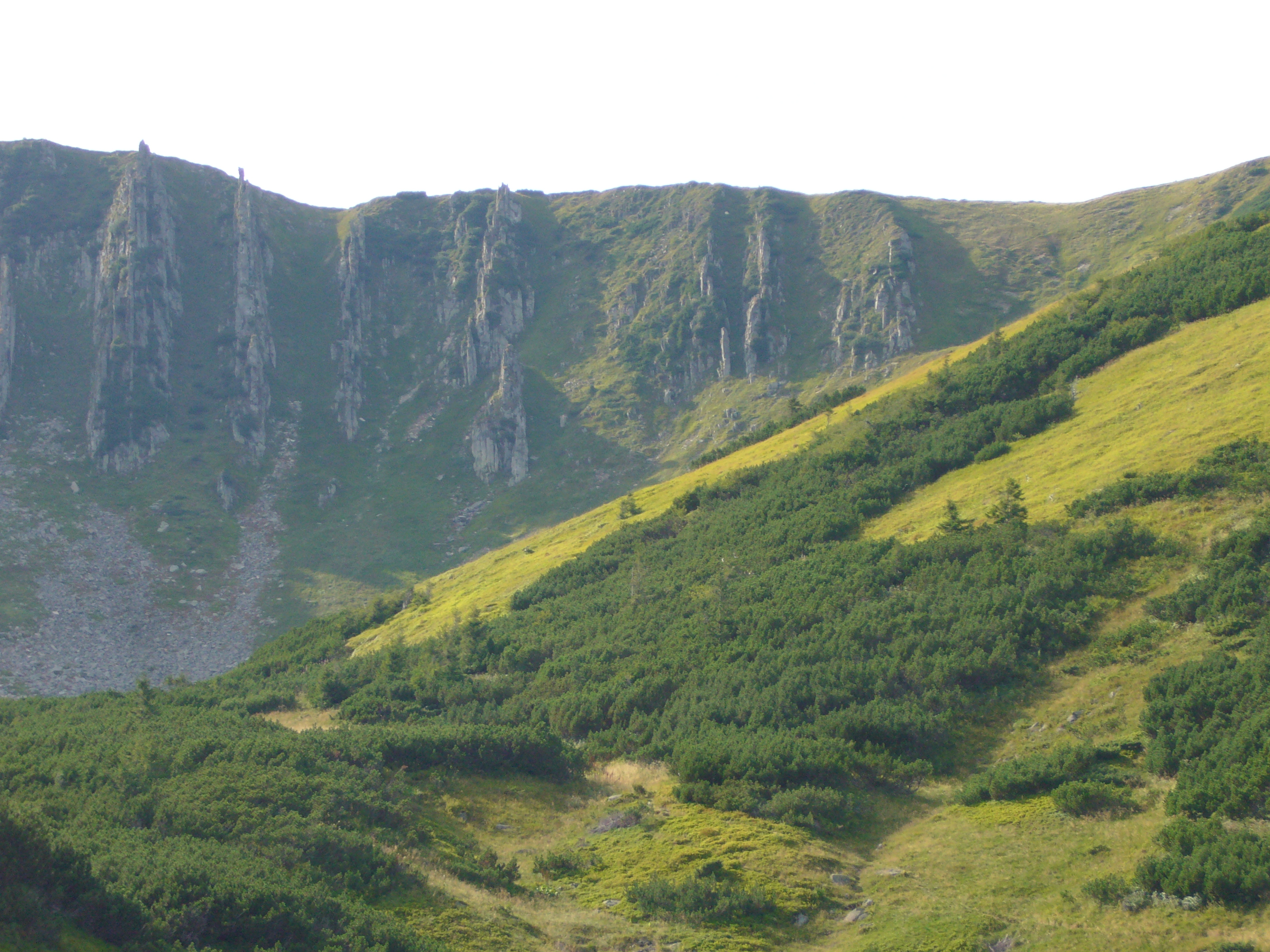

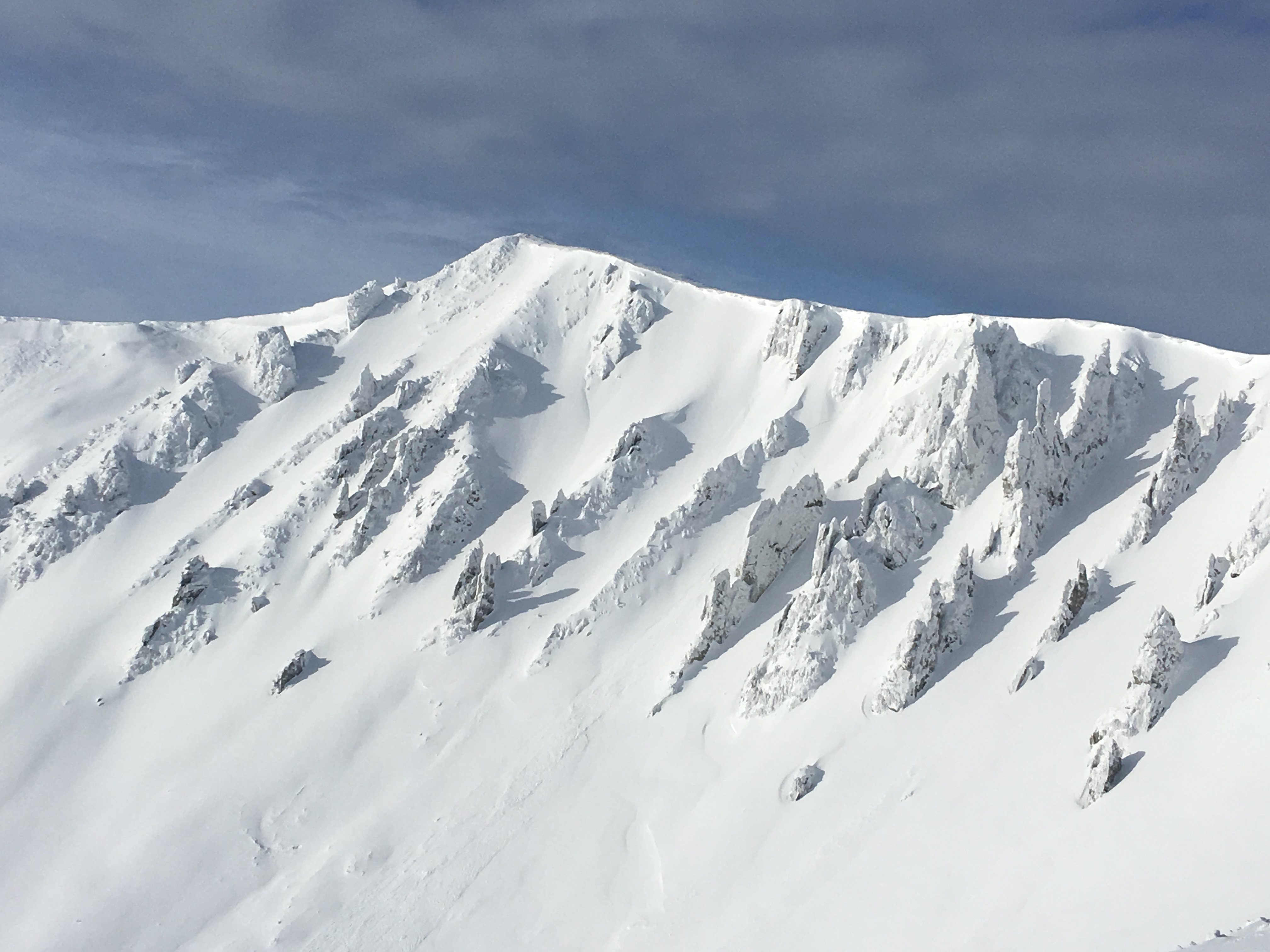

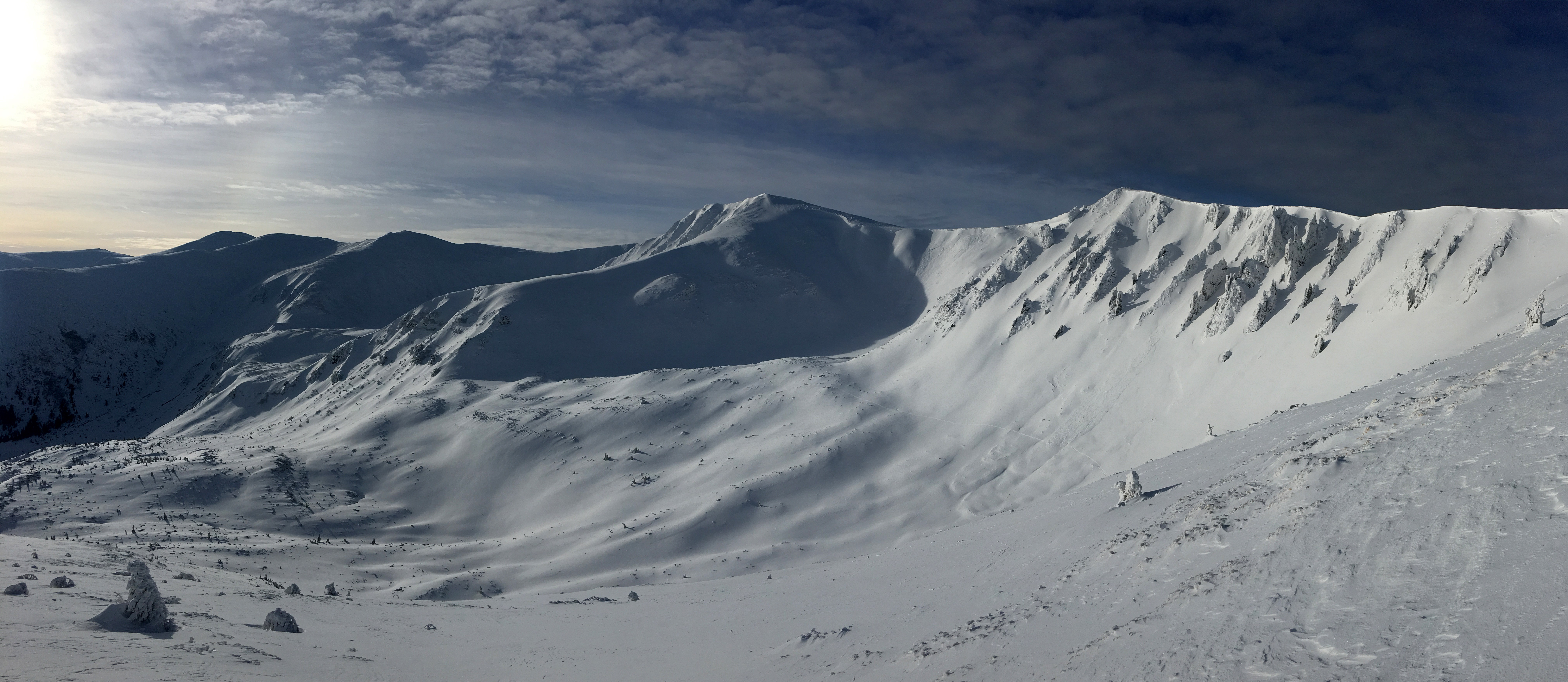

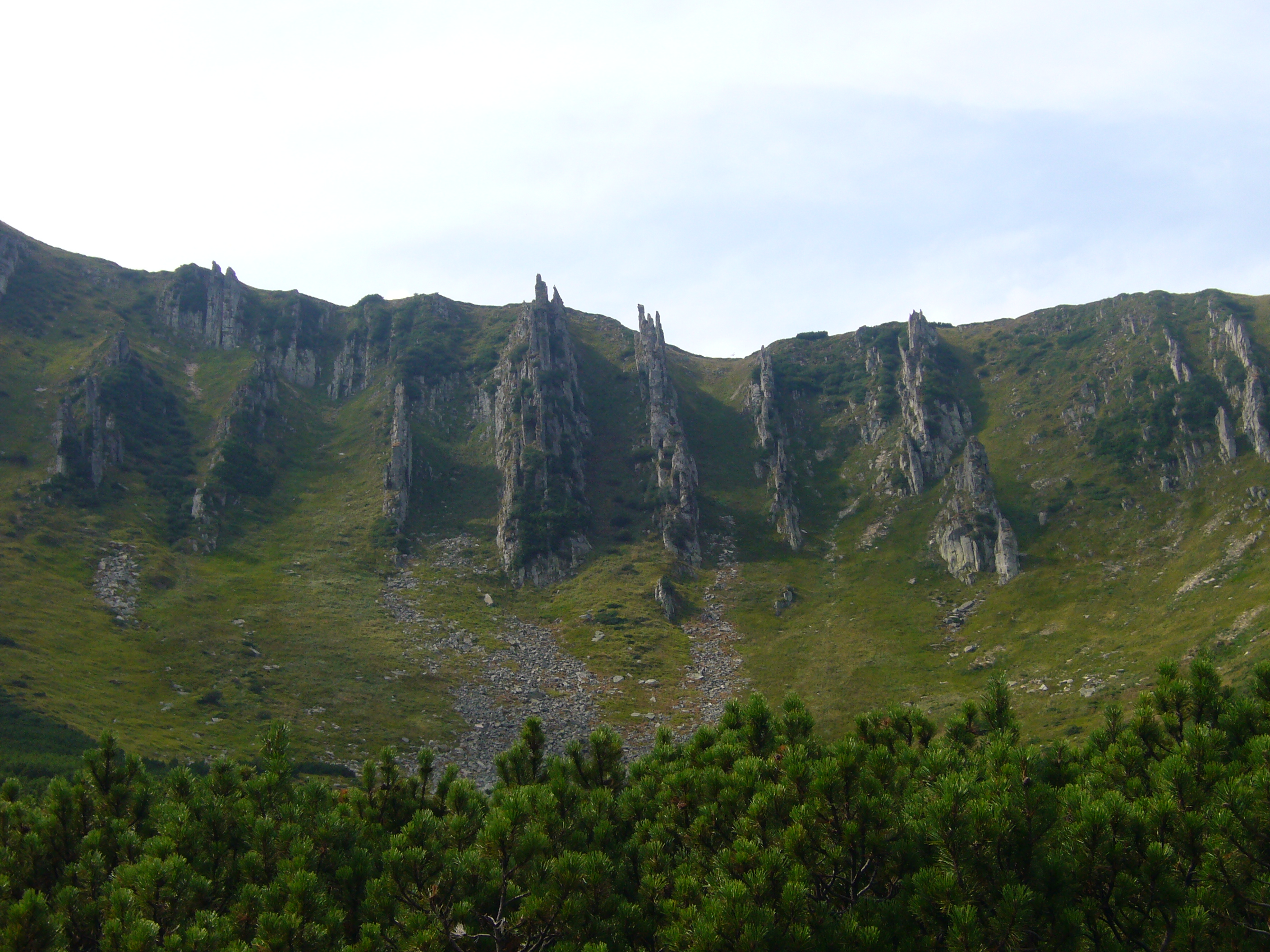

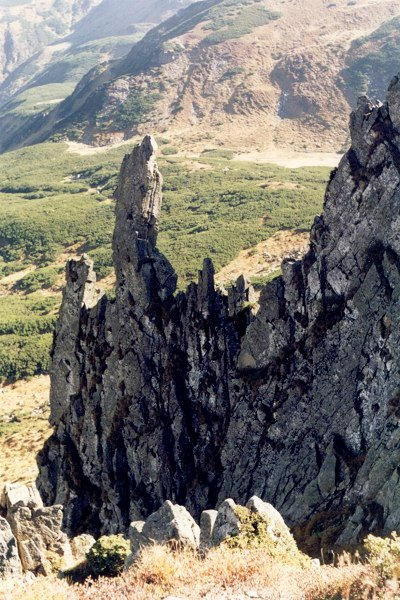

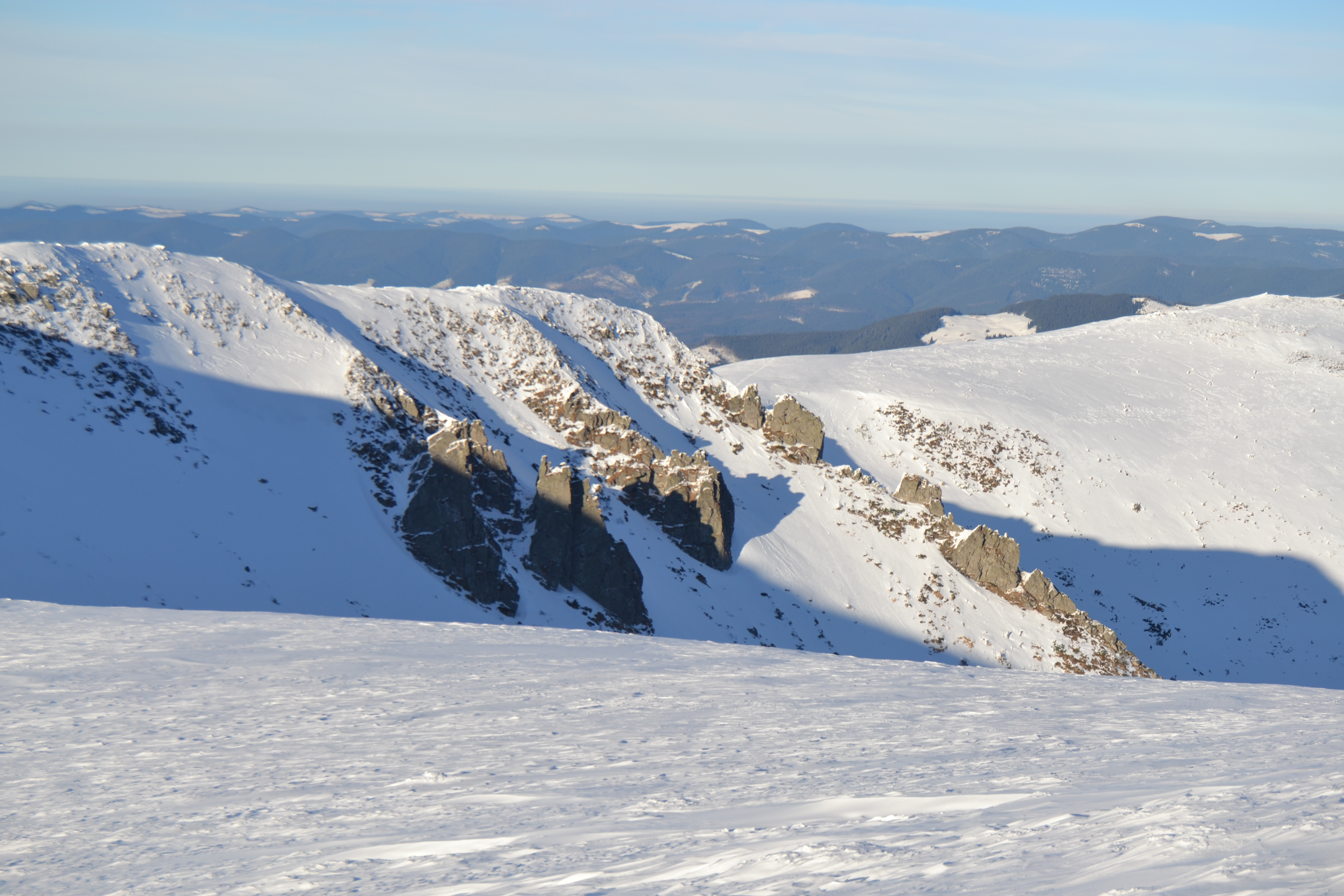

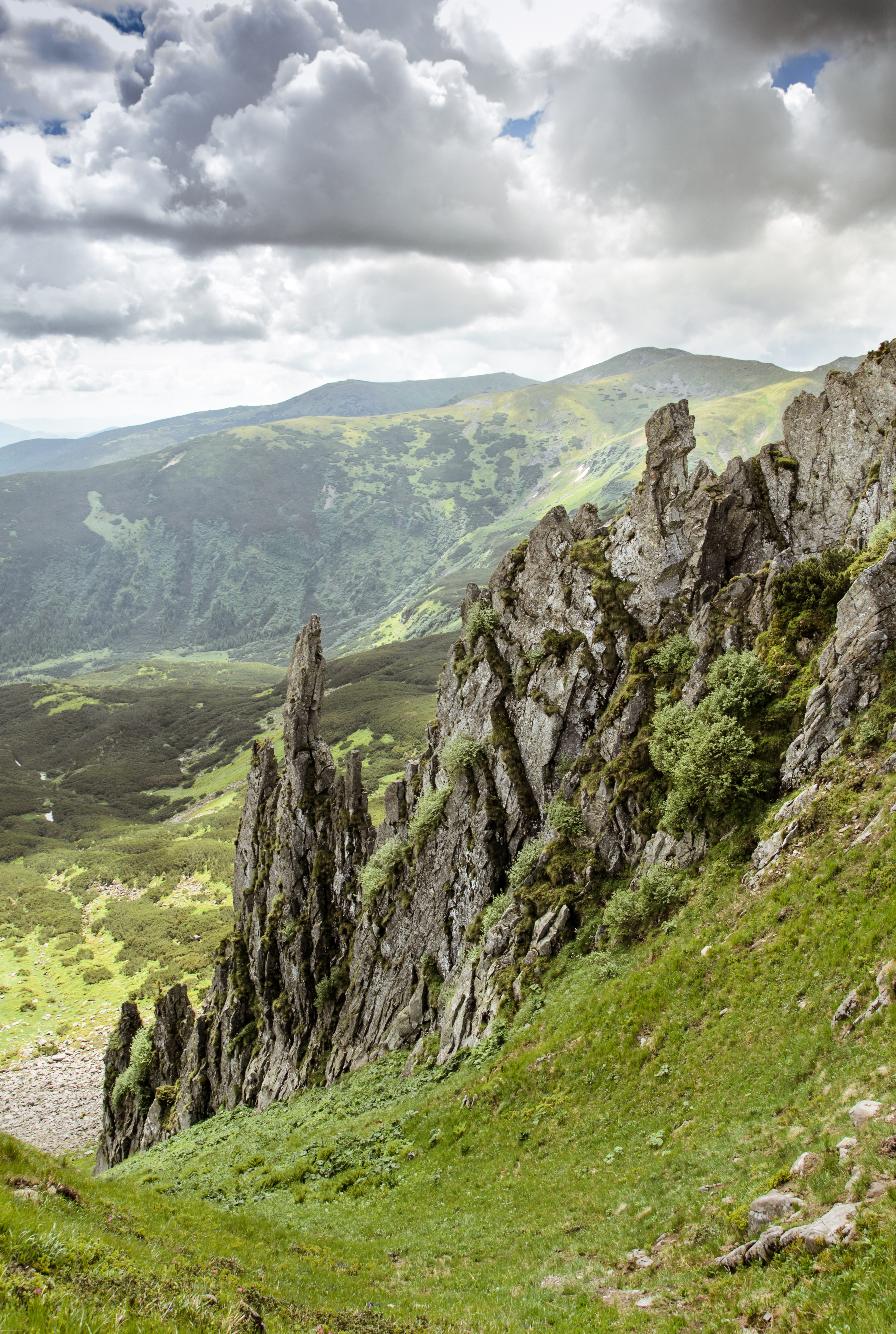

什皮齊山是烏克蘭的山峰，位於該國西部伊萬諾-弗蘭科夫斯克州，處於韋爾霍維納區，屬於喬爾諾戈拉山脈的一部分，海拔高度1,863米。